# Стаффорд, Эдвард, 3-й герцог Бекингем
Эдвард Стаффорд (3 февраля 1478 — 17 мая 1521) — 9-й барон Стаффорд, 9-й барон Одли, 8-й граф Стаффорд, 3-й граф Бекингем и 3-й герцог Бекингем с 1485 года, лорд Верховный констебль Англии с 1509 года, рыцарь Ордена Подвязки с 1496 года, сын Генри Стаффорда, 2-го герцога Бекингема, и Кэтрин Вудвиль.

## Биография
Отец Эдварда, Генри Стаффорд, восстал в 1483 году против короля Ричарда III, но потерпел поражение и был казнён, а его титулы и имущество были конфискованы. Но в 1485 году новый король, Генрих VII вернул титул и наследственное имущество Эдварду Стаффорду. С 1509 года Эдвард Стаффорд — лорд-констебль Англии и первый советник. В мае 1521 года королевский суд обвинил его в государственной измене и приговорил к смертной казни.
Герцог Бекингем был женат с 14 декабря 1490 года на Элеанор Перси (умерла 13 февраля 1530/1531), дочери Генри Перси, 4-го графа Нортумберленда, и Мод Херберт. Их дети:
- Мэри Стаффорд (ок. 1495 — после 17 декабря 1545); муж: с ок. июня 1519 Джордж Невилл (ок. 1469—1535), 3-й барон Абергавенни
- Элизабет Стаффорд (ок. 1497 — 11 ноября 1558); муж: с 8 января 1512 (развод в 1533) Томас Говард (1473 — 25 августа 1554), 2-й граф Суррей, 3-й герцог Норфолк
- Кэтрин Стаффорд (ок. 1499 — 14 мая 1555); муж: ранее июня 1520 Ральф Невилл (21 февраля 1497/1498 — 24 апреля 1549), 4-й граф Уэстморленд
- Генри Стаффорд (8 сентября 1501 — 30 апреля 1563), 1-й барон Стаффорд с 1547 года

Также у Эдварда Стаффорда были двое незаконнорождённых детей:
- Маргарет Стаффорд (ок. 1511 — 25 мая 1537); муж: сир Томас Фицджеральд (ум. 1532)
- Генри Стаффорд

## В кино
- Чарльз Дэнс в фильме «Генрих VIII» (2003)
- Стивен Вэддингтон в двух первых эпизодах первого сезона телесериала «Тюдоры» (2007)
- Олли Рикс в 1-2 сезонах сериала «Испанская принцесса» (2019—2020)